# Santo (serie de televisión)
Santo es una serie de televisión por internet hispano-brasileña de acción y thriller creada por Carlos López para Netflix. Rodada tanto en España como en Brasil, está protagonizada por Raúl Arévalo y Bruno Gagliasso, y producida por Nostromo Pictures. Se estrenó el 16 de septiembre de 2022 en Netflix.

## Trama
La serie sigue a dos policías, Miguel Millán (Raúl Arévalo) y Ernesto Cardona (Bruno Gagliasso), quienes tendrán que trabajar juntos para arrestar a Santo, un misterioso criminal cuyo rostro nunca ha sido desvelado.

## Reparto

### Reparto principal
- Bruno Gagliasso como Ernesto Cardona
- Raúl Arévalo como Miguel Millán
- Victoria Guerra como Bárbara Azevedo de Mello y Santo
- Greta Fernández como Susana "Susi" Jackson
- Judith Fernández como Lucía Millán
- Luiz Felipe Lucas como Paulo

### Reparto secundario
- Núria Prims como Elena (Episodio 1 - Episodio 5)
- Iñigo de la Iglesia como Juan José Velilla "Ronaldo" (Episodio 1; Episodio 4)
- Isamara Castilho como Vera (Episodio 1 - Episodio 4)
- Lourinelson Vladimir como Luis Freitas (Episodio 1; Episodio 4; Episodio 6)
- Denis Gómez (Episodio 1 - Episodio 3; Episodio 6)
- Eli Ferreira como Jomara (Episodio 1; Episodio 4)
- Amaurih Oliveira como João (Episodio 1; Episodio 4)
- Iñaki Mur como Alonso (Episodio 1; Episodio 5 - Episodio 6)
- María Vázquez como Arantxa Rivera
- Sabela Arán como María Carracedo Romero (Episodio 1 - Episodio 3; Episodio 5 - Episodio 6)
- Pol López como José Antonio Juanas "Chinche" (Episodio 1 - Episodio 3; Episodio 5 - Episodio 6)
- Lia de Itamaracá (Episodio 2 - Episodio 3; Episodio 5)
- Cadu Fávero como Kaynan Melo "Santo" (Episodio 2 - Episodio 3; Episodio 5)
- Antonio Grassi (Episodio 3 - Episodio 6)
- Iría del Río (Episodio 3; Episodio 6)
- Adrián Ríos como Cristóbal Nilo Martínez (Episodio 1; Episodio 3)
- Fran Nortes como Fidel (Episodio 4; Episodio 6)
- Josi Varjão como Yanela Magalhães (Episodio 1; Episodio 4)
- Guillermo Barrientos como Fer (Episodio 3 - Episodio 6)
- Paula Morado (Episodio 5)
- Manuel Sánchez Ramos como Losada (Episodio 4 - Episodio 5)

### Reparto invitado
- Jacobo Girón como Mario Nilo Carracedo (Episodio 1; Episodio 3 - Episodio 5)
- Pedro Almagro como Alberto (Episodio 1 - Episodio 2)
- Isaac Dos Santos como Samuel López Sancho (Episodio 1)
- Eliot Tosta como Celso (Episodio 2)
- Martin Aslan como Axel Rohde (Episodio 2 - Episodio 3; Episodio 5 - Episodio 6)
- Daniel Horvath como Olin Hansen (Episodio 2; Episodio 6)
- Eugeni Postolachi como Haaken (Episodio 2 - Episodio 3; Episodio 6)
- Yuriy Machogan como Gustav (Episodio 2 - Episodio 4; Episodio 6)
- Ludwig Von Berliner como Olaf (Episodio 2 - Episodio 6)
- José Campos de Brasilia como Rufino (Episodio 3 - Episodio 4)
- Lucas Pinheiro como Rapado (Episodio 3)
- Nacho Coronado como Trucha (Episodio 4; Episodio 6)
- Edu Coutinho como Sergio (Episodio 5)
- Sara Barbosa como Angélica (Episodio 5)
- Mario Santos como David (Episodio 5 - Episodio 6)
- Maarten Dannenberg como Ivar Becken (Episodio 5 - Episodio 6)
- Alberto Novillo como Jonás (Episodio 6)
- Ayla Gabriela como Gisele

## Episodios
| N.º | Título       | Dirigido por   | Escrito por                           | Fecha de emisión original |
| --- | ------------ | -------------- | ------------------------------------- | ------------------------- |
| 1   | «Invisible»  | Vicente Amorim | Carlos López                          | 16 de septiembre de 2022  |
| 2   | «Párpados»   | Vicente Amorim | Carlos López                          | 16 de septiembre de 2022  |
| 3   | «O Pai»      | Vicente Amorim | Carlos López y Miguel Ángel Fernández | 16 de septiembre de 2022  |
| 4   | «Os filhos»  | Vicente Amorim | Carlos López y Gustavo Lipsztein      | 16 de septiembre de 2022  |
| 5   | «Culpa»      | Vicente Amorim | Carlos López y Miguel Ángel Fernández | 16 de septiembre de 2022  |
| 6   | «La guarida» | Vicente Amorim | Carlos López y Gustavo Lipsztein      | 16 de septiembre de 2022  |

## Produccción
En marzo de 2021, Netflix anunció por primera vez una nueva serie producida entre España y Brasil, titulada Santo. La serie, producida enteramente por la productora española Nostromo Pictures, está protagonizada por Raúl Arévalo y Bruno Gagliasso, y fue creada por Carlos López. Verónica Fernández, la directora de contenidos originales de Netflix España, confirmó que había planes para que la serie durase varias temporadas.
El 14 de mayo de 2021, Netflix dio inicio al rodaje de la serie entre los dos países.

## Lanzamiento y marketing
El 3 de agosto de 2022, Netflix sacó el primer teaser de Santo y anunció que la serie se estrenaría el 16 de septiembre de 2022.